# 托特河
托特河（法語：Taute，法語發音：[tot]）是法国诺曼底大区芒什省的河流，是杜沃河的右支流，长39.6千米。